# Jávai kakukkgébics
A jávai kakukkgébics (Coracina javensis) a madarak osztályának verébalakúak (Passeriformes)  rendjébe és a tüskésfarúfélék (Campephagidae) családjába tartozó faj.

## Rendszerezése
A fajt Thomas Horsfield amerikai ornitológus írta le 1821-ben, a Ceblephyris nembe Ceblephyris Javensis néven.

## Előfordulása
Indonéziához tartozó Bali és Jáva szigetén honos. Elterjedési területe ellentmondó, valószínűleg alfajai leválasztása miatt, egyes szervezeteknél ennél jobbal nagyobb. Természetes élőhelyei a szubtrópusi vagy trópusi síkvidéki és hegyi erdők és szavannák, valamint másodlagos erdők. Állandó, nem vonuló faj.

## Megjelenése
Testhossza 28 centiméter.

## Természetvédelmi helyzete
Az elterjedési területe nagyon nagy, egyedszáma pedig stabil. A Természetvédelmi Világszövetség Vörös listáján nem fenyegetett fajként szerepel.